# Батална живопис
Баталната живопис (от френски: bataille – „битка“) е жанр в живописта, който третира военни теми – военния бит, картините на бойните действия, образите на войниците и военачалниците. Картините не само обрисуват батални сцени, но обикновено и прославят героизма на воините. Характерни за баталната живопис са многофигурните сцени и предаването на напрегнатата атмосфера на битката.
Военни сцени са изобразявани още в древността и с всички средства и техники на изобразителното изкуство: в скулптури, стенописи, върху рисувана керамика. Баталната живопис се среща през Средновековието под формата на миниатюри в средновековните хроники. Жанрът се развива и през Ренесанса, когато художниците са рисували в стремеж да предадат максимално сгъстено напрежението във войната. През 17 век тенденцията в баталната живопис е по посока по-точното изобразяване на сраженията.
През 18 и 19 век баталната живопис заема значимо място в европейската живопис, особено в руската и френската, като в творчеството на художници като Йожен Дьолакроа и Василий Суриков проникват хуманистични тенденции, достигащи при Франсиско Гоя и Василий Верешчагин до крайности в изобразяването на ужасите на войната.

## Баталната живопис в България
На територията на България, изображения на батални сцени и воини се срещат по множество паметници на културата и изкуството на древните траки, гърци и римляни, и по-специално върху каменната пластика, керамика и върху предмети от съкровищата. Сцени на военни действия са изобразени на старобългарски паметници: скалния релеф Мадарски конник, по съдове от Нагисентмиклошкото съкровище, по каменна пластика, открита в Плиска и Преслав. Средновековни хронисти рисуват батални сцени в хрониките си: Йоан Скилица в Мадридския ръкопис, Константин Манасий в своята Манасиева летопис. Такива има и в църковната стенопис и иконопис, като най-често изобразявани в такива сцени са Свети Георги, светците Теодор Тирон и Теодор Стратилат, Прокопий и Нестор. Голям брой фигури на светци-воини са изрисувани в болярските църкви на хълма Трапезица, в Боянската църква, в църквата на Земенския манастир, в костницата на Бачковския манастир и другаде.
В периода на Възраждането и Освобождението на България жанрът добива особена актуалност и идейна насоченост. Разчупени са каноните на религиозната живопис и в някои творби иконописците от 19 век ясно проличават алюзии с поробения български народ и руските му освободители. Пример е иконата „Свети Евстатий“ на Захари Зограф от 1838 г., изобразяваща светеца като руски пълководец на кон, в чиито крака е изобразена поела на поход многочислена армия. Множество картини на историческа и военна тематика рисува Николай Павлович: „Победата на руските войски при Доростол“, „Аспарух с дружината си на път към Дунава“, „Пленяването на византийския император Теодор Комнин от Иван Асен II“, серия графики изобразяващи Райна Княгиня. С революционен и батален характер са карикатурите и литографиите на полския художник-емигрант Хенрих Дембицки, посветени на революционно-освободителното дело в България и Румъния и често използвани за илюстрации на румънските учебници по история.
Много чуждестранни художници идват в България като военни кореспонденти или художници на щат по време на Руско-турската война от 1877 – 1878 година и Сръбско-българската война, и пресъздават в картините си военните действия. Някои от тях като руския живописец Верешчагин вземат пряко участие в бойните действия и на фронта правят своите скици от натура с молив, туш и акварел, които след това претворяват в голямоформатни маслени платна. Сред най-известните и значими за българската история и изкуство батални картини на Верешчагин са обединени в т.нар. „Балканска серия“, включваща „Шипка-Шейново“, „Пред атака“, „След атака“, триптиха „На Шипка всичко е спокойно“. Други известни художници-баталисти рисували в България по това време са руснаците Николай Дмитриев-Оренбургски, Виктор Мазуровски, П. Н. Шарлеман, румънците Теодор Аман, Николае Григореску, К. Саматри, испанеца Хосе Пелисер, французина Жорж Скот, поляците Антони Пиотровски, Тадеуш Айдукевич, чехите Емил Холарек и Ярослав Вешин. През 1904 година Вешин е назначен на щат в българското Министерство на войната и рисува множество картини на военна тематика: „Самарското знаме“, серията картини „Маневри на Шипка“, серията платна от Балканската война: „Бивак пред Одрин“, „Отстъплението на турците при Люлебургас“, „Обоз при река Еркене“ и др. Тази война е документирана и в платната на Антон Митов „Падналите за отечеството“, „Писмо до дома“, „След победата – на форта Айджиолу при Одрин“.
През 1915 – 25 година за военен художник е назначен Борис Денев, по чиято идея към щабовете на българската армия по време на Първата световна война са привлечени много художници на щат. Това дава шанс за изява на много живописци: Симеон Велков, Александър Мутафов, Георги Евстатиев, Марин Георгиев Устагенов, Никола Кожухаров, Илия Петров, Димитър Вълканов, Константин Щъркелов и един от най-видните представители на българската историческа и батална живопис Димитър Гюдженов. По време на Втората световна война на фронта са изпратени да рисуват Александър Жендов, Александър Стаменов, Александър Поплилов, Ненко Балкански, и други. Творбите им са представени на изложбата „Фронт и тил“ през 1944 година. През следващите години представители на жанра са художници като Борис Ангелушев, Стоян Венев, Веселин Стайков, Никола Мирчев, Владимир Вичев, Христо Нейков. В кавалетни и монументални стенописни творби се разработват теми, свързани със Септемврийското въстание през 1923 година, Отечествената война 1944 – 45 година, батално-исторически теми и сюжети от Средновековието, Възраждането и Априлското въстание.